# Google News
Google News là một trang web tổng hợp tin tức tự động được cung cấp bởi Google. Ý tưởng ban đầu được hình thành từ việc xếp hạng trang web của Google, được phát triển bởi Krishna Bharat vào năm 2001, trưởng bộ phận Nghiên cứu của Google. Không ai được thay thế trang chủ hoặc nội dung của nó. Tất cả đều được thực hiện bằng các giải thuật tổng hợp tin. Google News trở thành bản chính thức vào tháng 1 năm 2006. Hiện trang đã có phiên bản tiếng Việt tại địa chỉ http://news.google.com.vn.

## Lịch sử hình thành
Tính đến năm 2013, Google Tin tức đã có hơn 50.000  nguồn tin tức trên toàn thế giới với 35 ngôn ngữ sau: tiếng Ả Rập, tiếng Bengali, tiếng Bungari, tiếng Quảng Đông, tiếng Trung, tiếng Séc, tiếng Hà Lan, tiếng Anh, tiếng Pháp, tiếng Đức, tiếng Hy Lạp , Tiếng Do Thái, tiếng Hindi, tiếng Hungary, tiếng Ý, tiếng Indonesia, tiếng Nhật, tiếng Kannada, tiếng Hàn, tiếng Latvia, tiếng Litva, tiếng Malayalam, tiếng Na Uy, tiếng Ba Lan, tiếng Bồ Đào Nha, tiếng Romania, tiếng Nga, tiếng Serbia, tiếng Tây Ban Nha, tiếng Thụy Điển, tiếng Tamil, tiếng Telugu, tiếng Thái, tiếng Thổ Nhĩ Kỳ, tiếng Ukraina và tiếng Việt.
Google News tổng hợp các bài báo xuất hiện trong vòng 30 ngày qua trên các trang web tin tức khác nhau. Phần được hiển thị đầu tiên trên trang kết quả của Google News được gọi là Google Top Stories (Tin bài hàng đầu); bao gồm tiêu đề 200 ký tự, ảnh mô tả bên phải và một liên kết đến nội dung viết. Các trang web có thể yêu cầu hoặc không cần đăng ký; các trang web yêu cầu đăng ký được ghi chú trong mô tả bài viết. 

1 tháng 12 năm 2009, Google đã thay đổi chính sách của họ để cho phép giới hạn năm bài viết mỗi ngày, nhằm bảo vệ các nhà xuất bản khỏi bị lạm dụng. Chính sách này đã được thay đổi một lần nữa vào ngày 29 tháng 9 năm 2015 trong đó giới hạn này được thay đổi thành ba bài viết mỗi ngày.

14 tháng 7 năm 2011, Google đã giới thiệu "Google News Badges", mà sau đó nó đã ngừng hoạt động vào tháng 10 năm 2012 . Ngoài ra, vào tháng 7 năm 2011, phần Khoa học / Công nghệ của các phiên bản Google Tin tức bằng tiếng Anh được chia thành hai phần: Khoa học và Công nghệ. Người ta đã thông báo rằng việc tách phần này cũng sẽ được thực hiện trên các phiên bản ngôn ngữ khác.

Tháng 6 năm 2017, phiên bản dành cho máy tính để bàn của Google Tin tức đã được nâng cấp toàn diện với mục tiêu là "làm cho tin tức dễ tiếp cận hơn và dễ điều hướng hơn ... với trọng tâm mới là sự kiện, quan điểm đa dạng và nhiều quyền kiểm soát hơn cho người dùng. " Tuy nhiên, một số tùy chọn như menu công cụ tìm kiếm đã bị loại bỏ cùng với việc thiết kế lại, khiến việc tìm kiếm trở nên khó khăn hơn nhiều. Nó hiện sử dụng định dạng thẻ để nhóm các câu chuyện tin tức có liên quan và theo tóm tắt của Engadget, "trông không giống trang kết quả tìm kiếm nữa", loại bỏ các đoạn văn bản và liên kết màu xanh lam. 